# Dorothea Maria de Anhalt

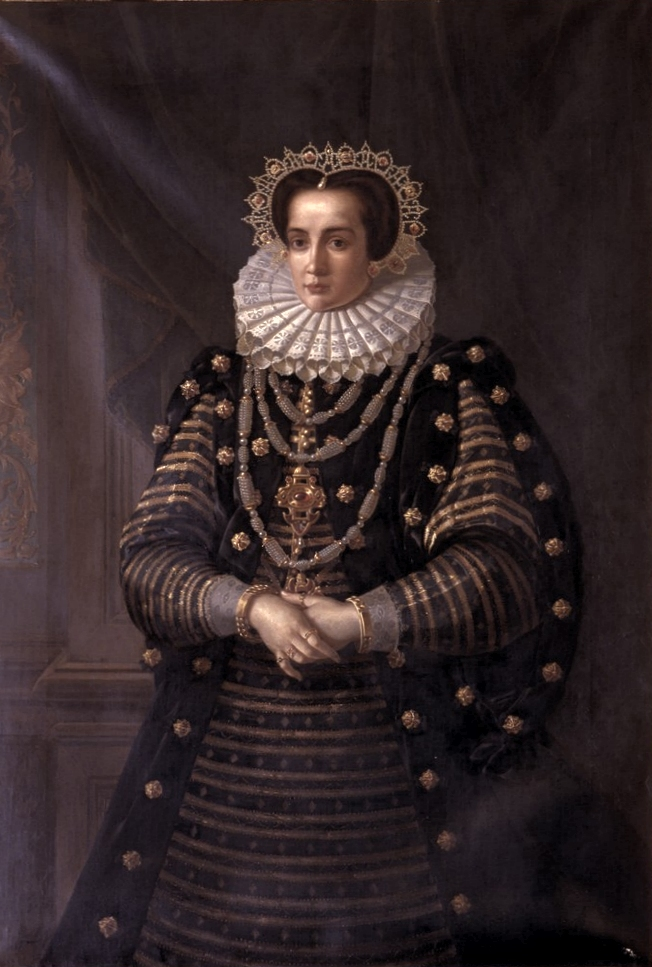
Dorothea Maria de Anhalt

Dorothea Maria de Anhalt (2 iulie 1574 – 18 iulie 1617), a fost membră a Casei de Ascania și prințesă de Anhalt. După căsătorie a devenit Ducesă de Saxa-Weimar. A fost a șasea fiică a lui Joachim Ernest, Prinț de Anhalt, însă a doua fiică a Prințului cu cea de-a doua soție, Eleonore, fiica lui Christoph, Duce de Württemberg.

## Familie
La Altenburg la 7 ianuarie 1593, Dorothea Maria s-a căsătorit cu Johann al II-lea, Duce de Saxa-Weimar (1570–1605), al doilea fiu al Ducelui Johann Wilhelm de Saxa-Weimar. Ei au avut 12 copii în timpul celor 12 ani de căsătorie:
1. Johann Ernest I, Duce de Saxa-Weimar (n. Altenburg, 21 februarie 1594 – d. Sankt Martin, Ungaria, 6 decembrie 1626).
2. Christian Wilhelm (n./d. 6 aprilie 1595, Altenburg).
3. Frederick (n. Altenburg, 1 martie 1596 – ucis în bătălie, Fleurus, Belgia, 19 august 1622).
4. Johann (n. Weimar, 31 martie 1597 – d. Weimar, 6 octombrie 1604).
5. Wilhelm, Duce de Saxa-Weimar (n. Altenburg, 11 aprilie 1598 – d. Weimar, 17 mai 1662).
6. fiu (Altenburg, 11 aprilie 1598), geamăn cu Wilhelm.
7. Albert al IV-lea, Duce de Saxa-Eisenach (n. Altenburg, 27 iulie 1599 – d. Eisenach, 20 decembrie 1644).
8. John Frederick (n. Altenburg, 19 septembrie 1600 – d. Weimar, 17 octombrie 1628).
9. Ernest I, Duce de Saxa-Gotha (b. Altenburg, 25 decembrie 1601 – d. Gotha, 26 martie 1675).
10. Frederick Wilhelm (n. Weimar, 7 februarie 1603 – d. Georgenthal, 16 august 1619).
11. Bernhard (n. Weimar, 6 august 1604 – d. Neuenburg, 18 iulie 1639), Conte de Franken (1633).
12. Johanna (n. Weimar, 14 aprilie 1606 – d. Weimar, 3 iulie 1609).

Dorothea Maria a murit din cauza rănilor suferite în timp călărea un cal. Înmormântarea ei a avut loc la 24 august 1617, la Schloss Hornstein (mai târziu Castelul Wilhelmsburg). Cu aceasta ocazie, Societatea Fruitbearing a fost creată și fratele ei mai mic, Louis de Anhalt-Köthen, a fost desemnat primul ei lider.